# Charade (песня Bee Gees)
«Charade» (рус. «Шарада») — третий и последний сингл британской группы «Bee Gees» из альбома Mr. Natural, выпущенный в августе 1974 года.

## О песне
Музыка и слова написаны Барри и Робином Гиббами. Песня была записана в Лондоне 20 декабря 1973 года. Автором аранжировки стал продюсер Ариф Мардин, добавивший в композицию проигрыш на кларнете. 23 декабря в конец песни был добавлен эффект затухания, так что она перетекала в следующую за ней «Throw a Penny», а та — в «Down The Road».
Песня «Charade» открывала альбом Mr. Natural. В журнале Rolling Stone отметили её сентиментальный характер; как выразился Кен Барнс, песня «доказывала, что Bee Gees до сих пор могут приготовить монументальную индейку». На сайте AllMusic «Charade» назвали одной из самых чувственных песен альбома, наряду с «Had a Lot of Love Last Night».
После выхода альбома Mr. Natural песня не пользовалась особой популярностью. Она вошла в Top 50 композиций по версии журнала Billboard в жанре Easy Listening. Что до национального хит-парада синглов Billboard Hot 100, «Charade» не вошла в лучшую сотню, остановившись на 103 месте.
В 1990 году Bee Gees выпустили сборник Tales from the Brothers Gibb: A History in Song 1967—1990, который включал лучшие композиции группы. Вошла в него и «Charade», которую Морис Гибб назвал «песней для занятий любовью».

## Места в хит-парадах
| Чарт (1974)                            | Наивысшая позиция |
| -------------------------------------- | ----------------- |
| Canada Adult Contemporary Charts (RPM) | 32                |
| Chile Top 100 Singles Chart            | 7                 |
| U.S. Billboard Hot 100                 | 103               |
| U.S. Billboard Easy Listening Charts   | 31                |